# ニコリオ
株式会社ニコリオは、各種健康食品の企画・製造・販売及び健康器具の製造・販売を事業とする日本の企業。

## 概要
2000年、「株式会社横浜リブウェルコーポレーション」と「株式会社日本リブウェルコーポレーション」の合併により「株式会社ビアンネ（現株式会社ニコリオ）」を設立する。2019年7月4日、現社名である「株式会社ニコリオ」に社名を変更。同時に、屋号も「悠悠館」から「ニコリオ」とし、社名と統一する。「人々を物心両面から幸せにする」ことを理念に、健康・美容に関する製品を提供している。酪酸菌・ビフィズス菌含有のサプリメント『Lakubi（ラクビ）』やこうじ酵素のサプリメント『uka（ウーカ）』など、健康補助食品を主力に通信販売事業を行う。

## 企業理念
理念体系は使命・行動指針・価値観の３つから成り立っている。

### 使命
カラダの新しい喜びを発明すること。「もっとキレイになりたい」「理想の自分に変わりたい」と 美と健康を願う人の想いを独自の視点と技術で叶える“ 笑顔の発明企業” を目指している。

### 行動指針
本気・敬意・素直・連携・変化の5つの行動指針がある。

### 価値観
人々を物心両面から幸せにする。お客様、取引先、株主、社員、その他会社に関わるすべての人々によって支えられながら企業活動を営んでいる。そのいずれかに偏ることなく常にステークホルダー全体の声に耳を傾け、物心両面の豊かさと幸せを追求し続けること。

## 沿革
- 1978年 7月 - 「マーケッティングクリエイティブ株式会社」を設立
- 1999年 3月 - 「マーケティングクリエイティブ株式会社」健康食品事業部としてスタート
- 2000年 12月 - 「株式会社横浜リブウェルコーポレーション」（現株式会社ニコリオ）を設立
- 2001年 3月 - 「マーケティングクリエイティブ株式会社」健康食品事業部を「株式会社日本リブウェルコーポレーション」に事業譲渡
- 2004年 5月 - 「株式会社横浜リブウェルコーポレーション」と「株式会社日本リブウェルコーポレーション」の合併により「株式会社ビアンネ（現株式会社ニコリオ）」を設立
- 2007年 4月 - 悠悠館ブランド新設
- 2015年 4月 - 東京都品川区西五反田に本社移転
- 2016年 2月 - 台湾に現地法人「悠悠館股份有限公司」（現台灣尼可力歐股份有限公司）を設立
- 2016年 7月 - 台湾にて通信販売開始
- 2017年 9月 - 資本金を2千万円から1億円に増資
- 2019年 4月 - 「株式会社ビアンネ」から「株式会社ニコリオ」に社名変更
- 2019年 5月 - 台湾の現地法人「悠悠館股份有限公司」を「台灣尼可力歐股份有限公司」へ社名変更
- 2019年 7月 - ブランド名「悠悠館」を「NICORIO」へ変更
- 2019年 12月 - 台湾の現地法人「台灣尼可力歐股份有限公司」を子会社化
- 2020年 1月 - 東京都世田谷区用賀に本社移転
- 2021年 9月 - 東京都世田谷区三軒茶屋に本社移転

## 商品

### 商品一覧
- Lakubi（ラクビ）[2][3]
- FLAVOS（フラボス）[4]
- uka（ウーカ）[5]
- CellMii（セルミー）[6]
- junca（ジュンカ）[7]
- SUBI（スビー）[8]
- legante（レガンテ）[9]
- Medi Parasol（メディパラソル）[10]
- Smile Placenta（スマイルプラセンタ）[11]
- Flamingo Skip（フラミンゴスキップ）[12]
- Lampana（ランパーナ）[13]
- MULCUTI（マルカティ）[14]
- intoa（イントア）シリーズ[15]
- Faslite（ファスライト）[16]

### NICORIO Premium Club
ニコリオには、定期コースをご愛用いただいているお客様を対象とした新サービスとして「NICORIO Premium Club(ニコリオ プレミアム クラブ)」があり、「レギュラー」、「ゴールド」、「プラチナ」の3つのステージがある。

## 子会社
- 台灣尼可力歐股份有限公司